# Yasmin Paige
Yasmin Paige (* 9. Juni 1991 in London, England) ist eine britische Schauspielerin.

## Leben
Yasmin Paige begann im Alter von vier Jahren mit dem Schauspielen. Eine Agentin einer Modelagentur entdeckte sie auf der Straße. Von da an war sie in Werbespots zu sehen und als Model tätig. Später besuchte sie die Ravenscourt Theatre School und war als Cosette in Les Miserables am Palace Theatre zu sehen. Für deren Darstellung erhielt sie eine Auszeichnung als beste Darstellerin bei den Annual Childrens Entertainment Awards.
Ihren ersten Fernsehauftritt hatte Paige 2003 in dem Film Du stirbst nur zweimal. Es folgten weitere Auftritte in Film und Fernsehen. Von 2007 bis 2008 stellte sie die Hauptrolle der Maria Jackson in The Sarah Jane Adventures dar. 2010 war sie als Jordana Bevan in Submarine zu sehen. In dem Film Chicken spielte sie 2014 die Hauptrolle der Annabel. Seit 2014 stellt sie Ruth Rosen in Glue dar.

## Filmografie
- 2003: Du stirbst nur zweimal (Second Nature, Fernsehfilm)
- 2003: Davids wundersame Welt (Wondrous Oblivion)
- 2003: Keen Eddie (Fernsehserie, 1 Folge)
- 2004: Doctors (Fernsehserie, 1 Folge)
- 2004: Tooth
- 2004: The Last Detective (Fernsehserie, 1 Folge)
- 2004–2005: The Mysti Show (Fernsehserie, 27 Folgen)
- 2005: The Keeper: The Legend of Omar Khayyam
- 2005: The Golden Hour (Fernsehserie, 1 Folge)
- 2006: True True Lie
- 2007: My Life as a Popat (Fernsehserie, 1 Folge)
- 2007: Secret Life (Fernsehfilm)
- 2007: Hauptsache verliebt (I Could Never Be Your Woman)
- 2007: Ballet Shoes (Fernsehfilm)
- 2007–2008: The Sarah Jane Adventures (Fernsehserie, 15 Folgen)
- 2009: Murderland (Fernsehserie, 3 Folgen)
- 2010: Submarine
- 2012 Coming Up (Fernsehserie, 1 Folge)
- 2012–2014: Pramface (Fernsehserie, 18 Folgen)
- 2013: The Double
- 2014: Glue (Fernsehserie, 8 Folgen)
- 2015: Chicken